# آلخاندرو ده لا گوئرا
آلخاندرو ده لا گوئرا (اسپانیایی: Alejandra de la Guerra‎؛ زادهٔ ۴ فوریه ۱۹۶۸) بازیکن والیبال زن اهل پرو بود.
وی در مسابقات کشوری و بین‌المللی در مجموع برندهٔ ۱ مدال نقره شده‌است.